# Ausstieg aus der Kohleverstromung in Deutschland

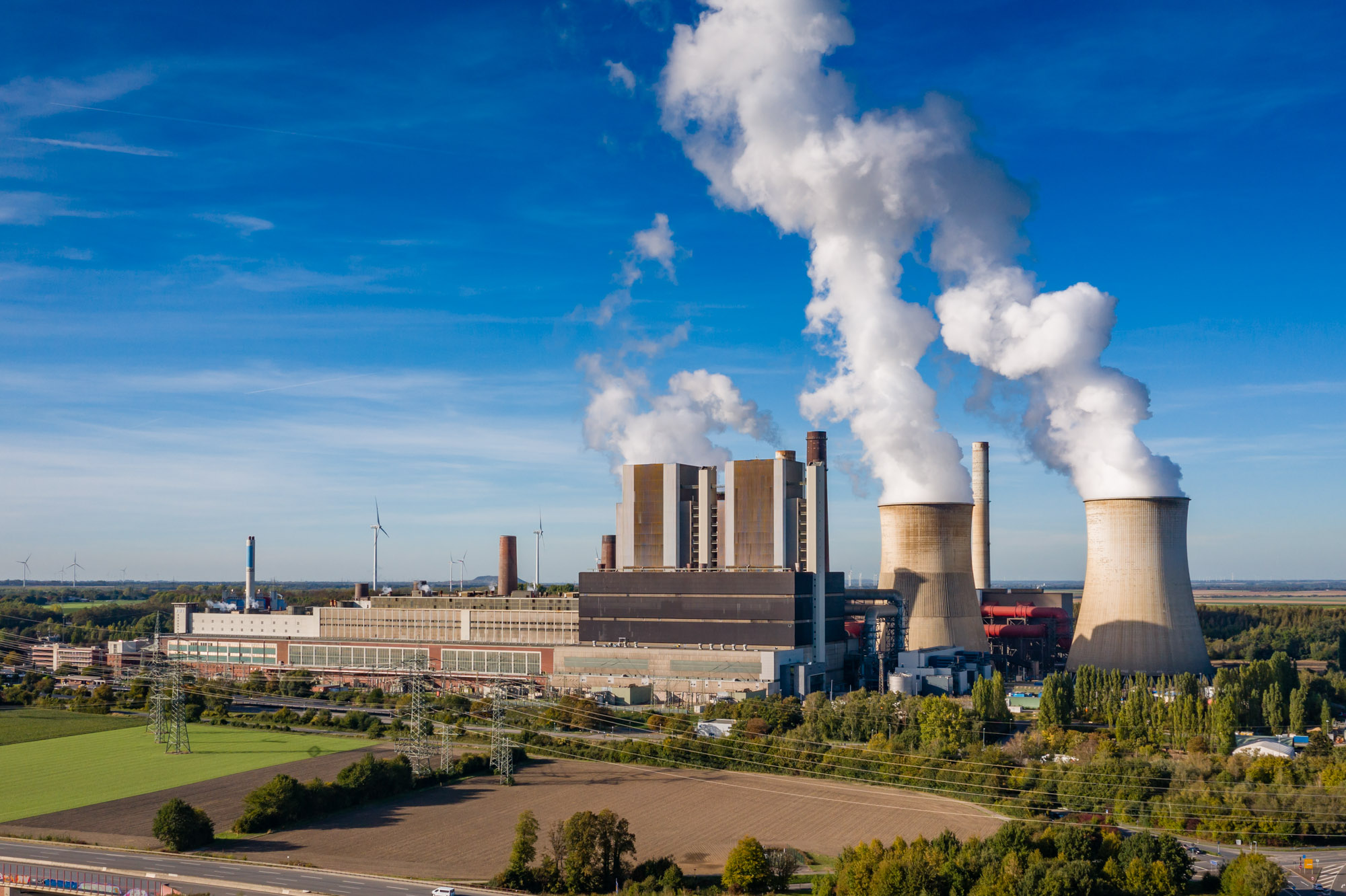
Braunkohlekraftwerk

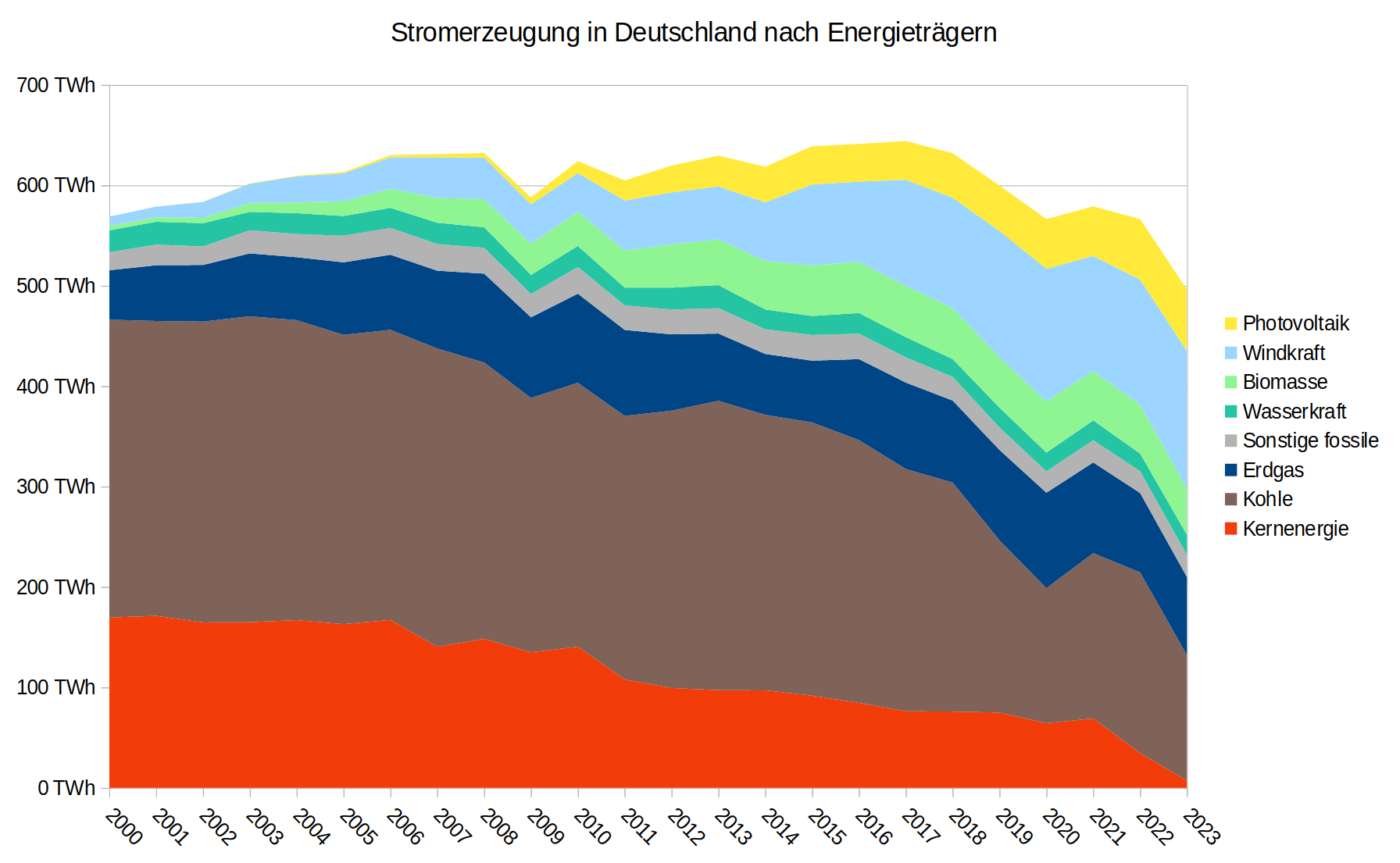
Stromerzeugung in Deutschland nach Energieträger

Der geplante Ausstieg aus der Kohleverstromung in Deutschland ist die Folge der politischen Entscheidung, Kohle nicht länger als Primärenergieträger für die Stromerzeugung (Kohleverstromung) zu verwenden.
Gründe für einen solchen Ausstieg sind insbesondere der Umweltschutz, der Klimaschutz (CO2-Reduktion auf dem Weg zur Klimaneutralität) und der Gesundheitsschutz (Vermeidung von Gesundheitsschäden durch Luftschadstoffe, die bei der Kohleverbrennung freigesetzt werden). Kohle wird bisher in großen Mengen zur Erzeugung von elektrischer Energie in Kohlekraftwerken, zum Heizen und in der Industrie verwendet. Zur Kohleindustrie wird auch die nötige Infrastruktur zur Förderung im Tagebau oder in Bergwerken und der Transport (z. B. via Kohlehäfen, Kohlenbahnen, Förderbänder usw.) gezählt.

## Rahmenbedingungen

### Erneuerbare-Energien-Gesetz (EEG)
Zentrale Elemente der Energiewende in Deutschland sind der Atomausstieg und der verstärkte Einsatz erneuerbarer Energien. Gefördert wird der Ausbau der erneuerbaren Energien mit dem Erneuerbare-Energien-Gesetz (EEG), das garantiert, dass Strom aus erneuerbaren Quellen bevorzugt ins Stromnetz eingespeist wird. Als Ziel dieses Gesetzes wurde definiert:

„insbesondere im Interesse des Klima- und Umweltschutzes eine nachhaltige Entwicklung der Energieversorgung zu ermöglichen, die volkswirtschaftlichen Kosten der Energieversorgung auch durch die Einbeziehung langfristiger externer Effekte zu verringern, fossile Energieressourcen zu schonen und die Weiterentwicklung von Technologien zur Erzeugung von Strom aus Erneuerbaren Energien zu fördern.“

Zudem wurde die Internalisierung externer Kosten der konventionellen Energieerzeugung als wichtiges Ziel der Energiepolitik betont. Eine begleitende Erklärung führte u. a. aus, dass die sozialen und ökologischen Folgekosten der konventionellen Energiegewinnung nicht von den Betreibern getragen würden, sondern von der Allgemeinheit, den Steuerzahlern und zukünftigen Generationen und dass das EEG diese Wettbewerbsnachteile faktisch nur kompensiere. 2010 beschloss der Bundestag, den Anteil der erneuerbaren Energien am Stromverbrauch bis 2050 auf 80 % zu steigern, den Primärenergieverbrauch im selben Zeitraum verglichen mit dem Jahr 2008 um 50 % zu senken und den Treibhausgasausstoß in Einklang mit den EU-Zielen um 80 bis 95 verglichen mit dem Jahr 1990 zu reduzieren. Dies ist nur mit einem vollständigen Kohleausstieg realisierbar.

### Einsetzung der Kohlekommission 2018
Im Juni 2018 setzte die Bundesregierung die Kommission für Wachstum, Strukturwandel und Beschäftigung (Kohlekommission) ein, die einen Plan und ein Datum für einen Kohleausstieg erarbeiten sollte. Am 16. Januar 2020 wurde im Rahmen einer Bund-Länder-Einigung zum Kohleausstieg der sogenannte „Kohlekompromiss“ erarbeitet und die Grundlage für ein Kohleausstiegsgesetz gelegt, welches das Ende der Kohleverstromung bis 2038 regeln soll. Dieses Kohleausstiegsgesetz ist in seiner endgültigen Fassung am 3. Juli 2020 sowohl vom Deutschen Bundestag als auch vom Bundesrat mehrheitlich beschlossen worden. Das Gesetz zur Reduzierung und zur Beendigung der Kohleverstromung und zur Änderung weiterer Gesetze (Kohleausstiegsgesetz) mit dem Kohleverstromungsbeendigungsgesetz (KVBG) ist schließlich am 14. August 2020 in Kraft getreten.
Die Betreiber von Braunkohlekraftwerken sollen mit insgesamt 4,35 Milliarden Euro für die Stilllegungen entschädigt werden. Betreibern von Steinkohlekraftwerken sollen Stilllegungsprämien erhalten, deren Höhe auf Basis von Ausschreibungen am Markt ermittelt wird.

### Kohleausstiegsgesetz
Am 16. Januar 2020 wurde im Rahmen einer Bund-Länder-Einigung die Grundlage für ein Kohleausstiegsgesetz gelegt. Dem vorausgegangen waren mehrere Gesetzesentwürfe für die Reduzierungen im Bereich der Steinkohle sowie monatelange Verhandlungen mit Braunkohlekonzernen, vor allem RWE und der LEAG. Die Grundlage der Einigung bildeten die Beschlüsse der Kommission für Wachstum, Strukturwandel und Beschäftigung am 26. Januar 2019. Beschlossen wurden unter anderem die Erhaltung des Hambacher Forsts, ein geordneter Stilllegungspfad bis 2038, der eine Stilllegung von circa 2,8 Gigawatt bis Ende 2022 sowie eine weitere Stilllegung von 5,7 Gigawatt Kraftwerksleistung bis Ende 2029 enthält, sowie die Überprüfung der nach 2030 vorgesehenen Stilllegungen an den Revisionszeitpunkten 2026 und 2029, um die Kohleverstromung wenn möglich schon 2035 zu beenden. Der Gesetzesentwurf unter der Bezeichnung „Entwurf eines Gesetzes zur Reduzierung und zur Beendigung der Kohleverstromung und zur Änderung weiterer Gesetze (Kohleausstiegsgesetz)“, der am 29. Januar 2020 in den deutschen Bundestag eingebracht worden ist, ist planungsgemäß in eine endgültige Formulierung gebracht und im Frühsommer 2020 verabschiedet worden. Mit Mehrheit von Bundestag und Bundesrat ist das Gesetz am 3. Juli 2020 beschlossen worden. 314 Abgeordnete des Deutschen Bundestages votierten für das Gesetz, 237 dagegen. Auch im Bundesrat gab es eine Mehrheit für das Gesetz.
Umweltverbände kritisierten, dass zentrale Beschlüsse der Kohlekommission nicht umgesetzt wurden, und sprachen deshalb u. a. von einer „Aufkündigung des Kohle-Kompromisses“. So gebe es entgegen der Vereinbarung unter anderem keinen Überprüfungstermin im Jahr 2023, das Kraftwerk Datteln 4 dürfe ans Netz und die Hälfte der Braunkohlekapazität würde erst zwischen 2035 und 2038 abgeschaltet. Kai Niebert, Präsident des Deutschen Naturschutzrings, kritisierte, dass die beim Braunkohleausstieg erfolgte Abweichung vom Kohlekommissionskompromiss zu Mehremissionen von ca. 180 Mio. Tonnen Kohlendioxid führen würde, und erklärte, er fühle sich von der Regierung „schlichtweg betrogen“. Auch die Ökonomin Barbara Praetorius, die eine der vier Vorsitzenden der Kohlekommission war, äußerte, der von der Regierung präsentierte Plan weiche „in wichtigen Punkten“ von den Vorschlägen der Kommission ab und kündige den dort geschlossenen Kompromiss auf. Kritisiert wurde außerdem die mehrmonatige Verzögerung der Beschlüsse, die Regierung brauchte zur Beschlussfassung seit der Bekanntgabe der Ergebnisse durch die „Kommission für Wachstum, Strukturwandel und Beschäftigung“ über ein Jahr.

### Pariser Klimaabkommen, Folgegesetzgebung
Das Pariser Klimaabkommen von 2015 sieht eine graduelle Reduktion der CO2-Emissionen auf Null bis 2050 vor. Deutschland wird seine für 2020 selbst gesteckten Klimaschutzziele voraussichtlich verfehlen, sofern nicht der Ausstieg aus der Kohleverstromung eingeleitet wird. Bereits 2017 wurde durch eine Veröffentlichung der Agora Energiewende die Annahme geäußert, dass das Klimaziel um etwa 100 Mio. Tonnen Kohlendioxid verfehlt wird. Kohlekraftwerke verursachen etwa 80 % der deutschlandweiten Emissionen des Kraftwerkssektors und gelten deswegen als zentraler Ansatzpunkt, um die nötige Emissionsreduzierung kurzfristig zu erreichen. Würden bis 2020 die ältesten 20 Braunkohlekraftwerksblöcke mit einer Gesamtleistung von 8,4 GW abgeschaltet, könnten ca. 50 Mio. Tonnen Kohlendioxid/Jahr vermieden werden; die Emissionslücke könnte damit etwa halbiert werden.
Das Bundes-Klimaschutzgesetz vom Dezember 2019 legt auch für die Energiewirtschaft zulässige Jahresemissionsmengen und Minderungsziele fest. Diese wurden durch das Bundesverfassungsgericht als ungenügend konkretisiert eingestuft; das Gericht verpflichtete den Gesetzgeber zu einer näheren Regelung der Reduktionsziele für Treibhausgasemissionen für die Zeit nach 2030 bis Ende 2022. Die Reduktionsziele selbst jedoch blieben durch das Urteil unangetastet, gegen diese gerichtete Beschwerden wurden zurückgewiesen.
Durch Inkrafttreten neuer EU-Schadstoffgrenzwerte für Kraftwerke ab 2021 müssen EU-weit etwa ein Drittel aller Kohlekraftwerke geschlossen oder mit moderner Filtertechnik nachgerüstet werden. Dies gilt insbesondere für Braunkohlekraftwerke wie z. B. das Kraftwerk Jänschwalde.

### Energiekrise durch Krieg in der Ukraine ab 2022
Der Russische Überfall auf die Ukraine ab Februar 2022 hat zu einer Krise der Energieversorgung in Deutschland geführt. Aufgrund gedrosselter Gaslieferungen aus Russland greifen die Mechanismen, die der Notfallplan Gas vorsieht. Das Ersatzkraftwerkebereithaltungsgesetz, die Stromangebotsausweitungsverordnung vom Juli 2022 erlauben Steinkohlekraftwerken aus der Netzreserve die zeitlich befristete Teilnahme am Strommarkt. Zum 1. Oktober 2022 wurde außerdem die Braunkohlereserve durch die Versorgungsreserveabrufverordnung aktiviert. Die zulässige Teilnahme war bis zum 31. März 2024 (verlängert vom 30. April 2023) möglich. Ziel war die Reduktion von Erdgas für die Stromerzeugung und die Senkung des Strompreises durch ein größeres Angebot.

## Wissenschaftliche Begleiteinschätzungen

### Ökologische Folgen
Hinsichtlich der Unerlässlichkeit des Kohleausstieg zur Einhaltung der CO2-Emissionsreduktionsziele besteht Konsens. Weitreichend einstimmig wird das Jahr 2030 dabei als Zielmarke genannt, der es möglichst nahezukommen gilt. Bereits Ende 2015 stellte die Denkfabrik Agora Energiewende einen Plan für einen Kohlekonsens analog zum Atomkonsens vor, der mit den Kraftwerksbetreibern einen einvernehmlichen Ausstieg aus der Kohle bis 2040 regeln sollte. Dieser Plan basierte auf dem 2-Grad-Ziel. Im Juni 2016 zeigte die HTW Berlin in einer Studie, dass der Kohleausstieg zum Erreichen der Pariser Klimaschutzbeschlüsse und zur Begrenzung des globalen Temperaturanstiegs auf 1,5 °C bereits bis spätestens 2030 abgeschlossen sein sollte.
Laut einer 2017 in der Fachzeitschrift Energy erschienenen Studie könnte ein beschleunigter Kohleausstieg dazu beitragen, die Klimaschutzziele Deutschlands bis 2020 doch noch zu erreichen, allerdings reicht der Kohleausstieg allein hierfür nicht aus. Die Erfüllung der Ziele gilt bisher als unwahrscheinlich. Die Bevölkerung in Deutschland steht der Kohleverstromung weitgehend ablehnend gegenüber, wobei die Ablehnung in den letzten Jahren weiter zugenommen hat. Ein Kohleausstieg wird von einem Großteil der Bevölkerung befürwortet. 17,7 % der Deutschen sprachen sich demnach für einen sofortigen Kohleausstieg aus, 32,3 % für einen Kohleausstieg bis 2020, 28,9 % für einen Ausstieg bis 2030 und 7,6 bzw. 4,7 % für einen Kohleausstieg bis 2040 respektive 2050. Lediglich 8,8 % der Bevölkerung lehnten einen Kohleausstieg ab.
Im Oktober 2017 veröffentlichte der Sachverständigenrat für Umweltfragen eine Stellungnahme mit dem Titel „Kohleausstieg jetzt einleiten“, in der er einen raschen Kohleausstieg in Deutschland forderte. Dieser Kohleausstieg solle sofort beginnen und in den 2030er Jahren abgeschlossen werden. Um die Ziele des Pariser Klimaschutzabkommens einzuhalten, sollten den Forschern zufolge die Wirtschaft bis 2050 praktisch kohlenstoffneutral sein und alle deutschen Kohlekraftwerke insgesamt ein verbleibendes Restbudget von maximal 2 Mrd. Tonnen Kohlenstoffdioxid freisetzen. Um dieses Restbudget am sinnvollsten nutzen zu können, leiten sie ab, dass der Kohleausstieg sehr schnell eingeleitet werden müsse und bis 2020 die ältesten und emissionsintensivsten Kraftwerke abgeschaltet werden sollten. Die verbleibenden moderneren Kohlekraftwerke sollten zwischen 2020 und 2030 mit geringerer Auslastung pro Jahr betrieben werden, sodass einerseits die Emissionen gesenkt werden, parallel aber die zu gewährleistende Leistung vorhanden bleibt. In den 2030er Jahren sollten auch diese Kraftwerke stillgelegt werden und die Versorgungssicherheit dann durch erneuerbare Energien in Kombination mit Speicherkraftwerken gesichert werden. Zusätzlich empfahl der SRU die Bildung einer „Kohlekommission“, die einen konkreten Ausstiegsfahrplan aus der Kohlenutzung erarbeiten solle. Hierbei sollten auch die sozialen und wirtschaftlichen Folgen für die ca. 20.000–30.000 Arbeitsplätze in der Kohlebranche berücksichtigt werden. Um sicherzustellen, dass der Kohleausstieg tatsächlich zu sinkenden Emissionen führe, seien begleitende Maßnahmen wie die Einführung eines Mindestpreises für Kohlendioxid oder die Löschung von Zertifikaten im Europäischen Emissionshandelssystem notwendig.
Eine 2023 veröffentlichte Studie von Energy Brainpool im Auftrag des BUND Sachsen attestiert, dass in gegenwärtigen Szenarien ein Kohleausstieg in der Lausitz bis spätestens 2030 erfolgen müsse, um das Klimaschutzgesetz einzuhalten (Stilllegungen: Jänschwalde bis 2025, Boxberg und Schwarze Pumpe bis 2027 bzw. 2029). Im Falle einer „Flexibilisierung der Stromnachfrage und dem Zubau von Solar-, Wind- und Gaskraftwerken“ sei dies auch mit sinkenden Strompreisen möglich, was eine näher am Pariser Klimaabkommen liegende Emissionsminderung möglich mache.

### Ökonomische Folgen
Einschlägigen Prognosen zufolge wird der deutsche Kohleausstieg zumindest mittelfristig zu höheren Energiepreisen führen. Laut einer im Oktober 2019 veröffentlichten Studie von Oliver Wyman könnten die Großhandelspreise für Strom bis 2022 durch den Kohleausstieg steigen – von durchschnittlich rund 40 Euro pro Megawattstunde im Jahr 2018 auf dann mehr als 65 Euro. Die Stromimporte aus dem Ausland könnten sich im selben Zeitraum mehr als verdoppeln. Danach könnten sich die Strompreise wieder reduzieren, jedoch wird auch für 2038 (das Jahr, in dem der Kohleausstieg vollendet sein soll) noch mit 25 % höheren Börsenstrompreisen im Vergleich zum derzeitigen Preisniveau gerechnet. Allerdings wird auch darauf hingewiesen, dass die Erzeugung und der Vertrieb von Strom nur rund ein Fünftel des Endkundenpreises ausmachen.
Ebenso kam im August 2019 vom Energiewirtschaftlichen Institut an der Universität zu Köln im Auftrag des Wirtschaftsministeriums von Nordrhein-Westfalen veröffentlichte Studie zu dem Schluss, dass die Strompreise bis 2030 auf rund 58 Euro pro Megawattstunde steigen. Die Strompreise steigen durch den Kohleausstieg um bis zu 3,30 Euro pro Megawattstunde stärker als in einem Szenario ohne Kohleausstieg. Als Gründe hierfür wurden höhere Brennstoffkosten sowie kostspielige Stromimporte genannt.
Eine im Juli 2019 vorgestellte Studie des Umweltbundesamtes thematisierte makroökonomische und regionalwirtschaftliche Effekte des Kohleausstiegs, sowie die Möglichkeiten und Wirksamkeit politischer Gegenmaßnahmen. In Modellierungen gelang es zu zeigen, dass bei einem frühzeitigen Ausstieg die negativen Effekte des Strukturwandels früher zu Tage treten, jedoch Erholungseffekte laut regionalwirtschaftlichem Modell stärker den negativen Effekten entgegenwirken könnten. Im Vergleich zu den negativen Effekten des demografischen Wandels auf die Anzahl der Personen im erwerbsfähigen Alter sei die Anzahl der durch den Braunkohleausstieg wegfallenden zusätzlichen Arbeitsplätze gering, ebenso zeige die regionalökonomische Modellierung, dass die meisten absoluten Beschäftigungseffekte eines Kohleausstiegs außerhalb der Braunkohleregionen anfielen. Laut Prognose sei von den Braunkohleregionen die Lausitz, gemessen an Arbeitslosenquote und Bruttowertschöpfung pro Erwerbsperson, am stärksten von einem Braunkohleausstieg betroffen, die Folgen für das Rheinland seien wesentlich geringer. Durch die Studie wurde weiterhin die Bedeutung regionalpolitischer Instrumente betont, mit deren Hilfe frühzeitig zukunftsfähige Wirtschaftszweige als Gegengewicht zu den niedergehenden Branchen in den Regionen entwickelt werden könnten. Maßnahmen wie Umschulungen oder Weiterbildungen erhöhten für betroffene Arbeitnehmer die Wahrscheinlichkeit, eine neue Arbeitsstelle zu finden.

### Versorgungssicherheit
Die Einschätzung der Versorgungssicherheit im Kontext des Kohleausstiegs bleibt kontrovers. Laut einer im November 2017 veröffentlichten Studie, die von Mitarbeitern des Bundeswirtschaftsministeriums sowie der Bundesnetzagentur verfasst wurde, könnte Deutschland sofort 7 GW an Kohlekraftwerksleistung abschalten, was etwa 12 bis 15 mittelgroßen Kohlekraftwerksblöcken entspräche. Damit läge 2020 die installierte Leistung immer noch 18 GW über der Jahresspitzenlast, 2023 nach Abschaltung der letzten drei Kernkraftwerke noch 11 GW über dieser. Mit diesem Überschuss könnten auch bei etwaigen Ausfällen von Kraftwerken, steigendem Stromverbrauch durch die Elektromobilität u. ä. die Versorgungssicherheit Deutschlands gewährleistet werden. Eine gewisse Stilllegung von Kohlekraftwerken könnte sich sogar förderlich auf die Versorgungssicherheit auswirken. Eine im August 2018 vom Bundesverband der Energie- und Wasserwirtschaft (BDEW) veröffentlichte Analyse auf Basis von Daten des europäischen Netzbetreiberverbandes ENTSO-E und des Joint Research Centers (JRC) der Europäischen Union kam zu dem Ergebnis, dass die angenommenen Überkapazitäten in Deutschland und dessen Anrainerstaaten bislang um den Faktor drei bis vier zu hoch angesetzt seien. Später distanzierte sich das Bundeswirtschaftsministerium von der eigenen Studie.

## Politischer Entscheidungsprozess auf Bundesebene

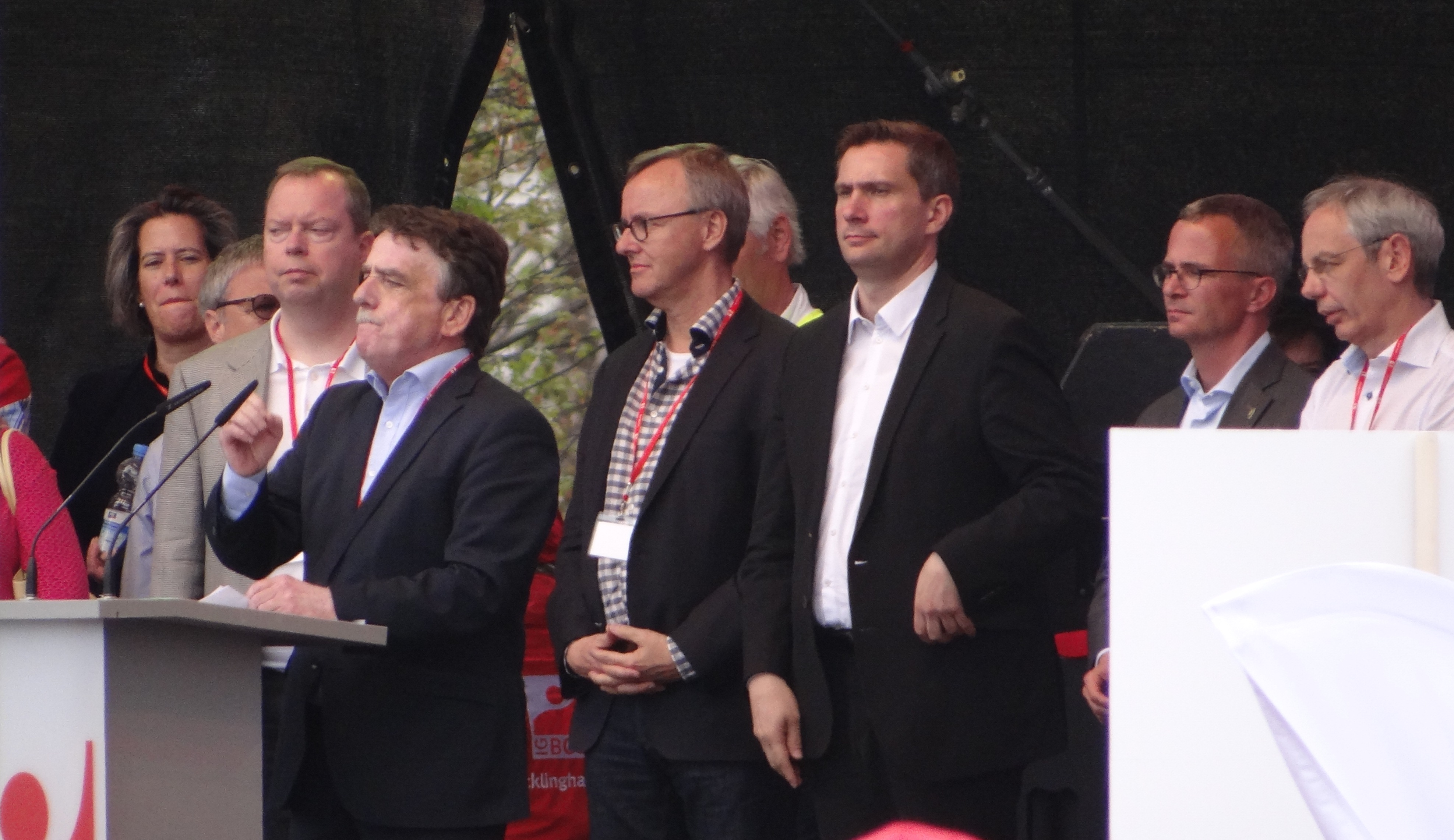
Demo gegen den Kohleausstieg: Landesminister (Groschek, Dulig, Gerber), Gewerkschafter (IG BCE, Verdi) und RWE-Manager am 25. April 2015 in Berlin

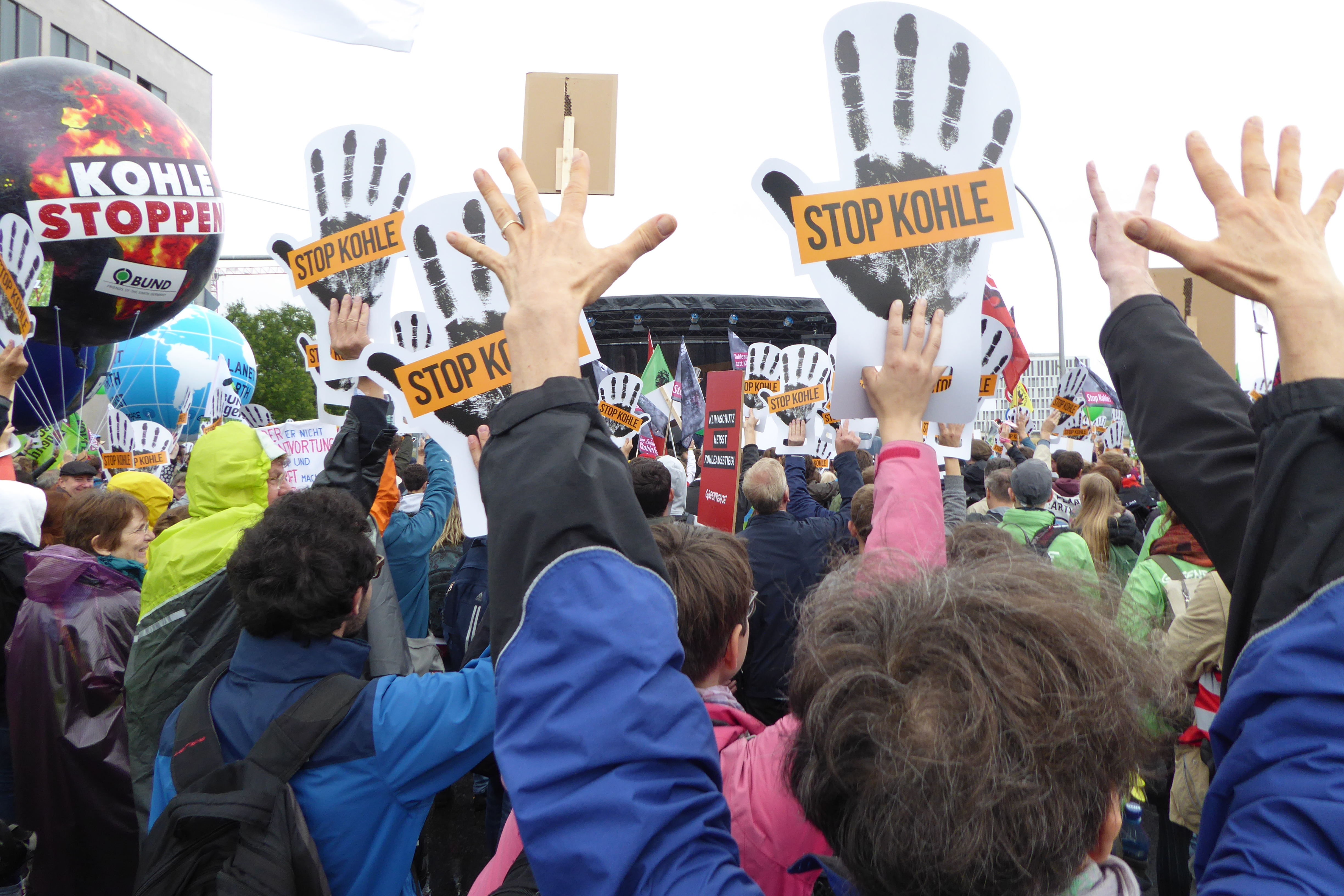
Demonstration „Stopp Kohle!“ im Vorfeld der ersten Sitzung der Kohlekommission am 26. Juni 2018

### Kabinett Merkel III
Im Koalitionsvertrag 2013 der großen Koalition (Kabinett Merkel III) wurde die Kohle als Brückentechnologie bis zur Umstellung auf erneuerbare Energien bezeichnet. Eingang in diesen fand unter anderem den Satz: „Die konventionellen Kraftwerke (Braunkohle, Steinkohle, Gas) als Teil des nationalen Energiemixes sind auf absehbare Zeit unverzichtbar.“ Auf Kritik stieß, dass die Passage von dem SPD-Bundestagsabgeordneten Ulrich Freese in den Koalitionsvertrag eingebracht wurde, welcher Gewerkschafter (IG BCE) und Mitglied des Aufsichtsrats von Vattenfall ist; ebenso fungierte er als Lobbyist der Kohleindustrie, speziell der Braunkohleindustrie.
Der damalige Bundeswirtschafts- und Energieminister Sigmar Gabriel (SPD) stellte Mitte 2015 den Nationalen Klimaschutzbeitrag für Kraftwerke vor. Dieser sollte bewirken, dass im Stromsektor weitere 22 Mio. Tonnen CO2 zusätzlich eingespart werden, um die Klimaziele für 2020 zu erreichen. Ein Kohleausstieg war jedoch nach Aussage des BMWi ausdrücklich nicht Ziel des Klimaschutzbeitrages. Andere Akteure aus Politik, Wissenschaft und Zivilgesellschaft betonten jedoch, dass ein Kohleausstieg integraler Bestandteil der Energiewende sei und es diesen zu gestalten gelte. Ein Ausstieg aus der Kohleverstromung zu einem späteren Zeitpunkt würde die Kohlereviere umso abrupter und schmerzhafter treffen.
Mehrfach gab es öffentlichkeitswirksame Demonstrationen der Anti-Kohlekraft-Bewegung gegen Kohleverstromung, beispielsweise im August 2014 in Form einer Menschenkette mit ca. 7500 Teilnehmern von Brandenburg bis Polen. Auch Gegner eines Kohleausstiegs mobilisierten im Rahmen der Diskussion um den Klimaschutzbeitrag, so organisierten die Gewerkschaften IG BCE und Verdi am 25. April 2015 eine Demonstration, an der neben 15.000 Beschäftigten der Braunkohleindustrie auch Unternehmensvertreter sowie Landes- und Kommunalpolitiker teilnahmen. Ebenso wurde durch die Gewerkschaft IG BCE eine Plakat- und Anzeigenaktion gegen den Kohleausstieg in Deutschland durchgeführt.
Der Nationale Klimaschutzbeitrag wurde infolge der Proteste sowie der geäußerten Befürchtungen höherer Strompreise sowie massenhafter Arbeitsplatzverluste in Kraftwerken und im Tagebau nicht in Kraft gesetzt. Stattdessen wurde das Gesetz zur Weiterentwicklung des Strommarktes (Strommarktgesetz) mit Kapazitätsreserve, Netzreserve und Sicherheitsbereitschaft verabschiedet, das nach seinem Art. 13 überwiegend am 30. Juli 2016 in Kraft getreten ist. Als Beitrag zur Erreichung der nationalen und europäischen Klimaschutzziele wurde § 13g Energiewirtschaftsgesetz aufgenommen, der die Stilllegung von acht Braunkohlekraftwerken regelt, um die Kohlendioxidemissionen im Bereich der Elektrizitätsversorgung zu verringern.
Im Jahr 2016 ließ die Gewerkschaft ver.di in einer Studie den Kohleausstieg durchrechnen und erklärte das Fazit der Studie, nach der ein sozialverträglicher Ausstieg machbar und finanzierbar sei, zu ihrer neuen Position. Kurz darauf stellten die Grünen ihren „Fahrplan für den Kohleausstieg“ vor.

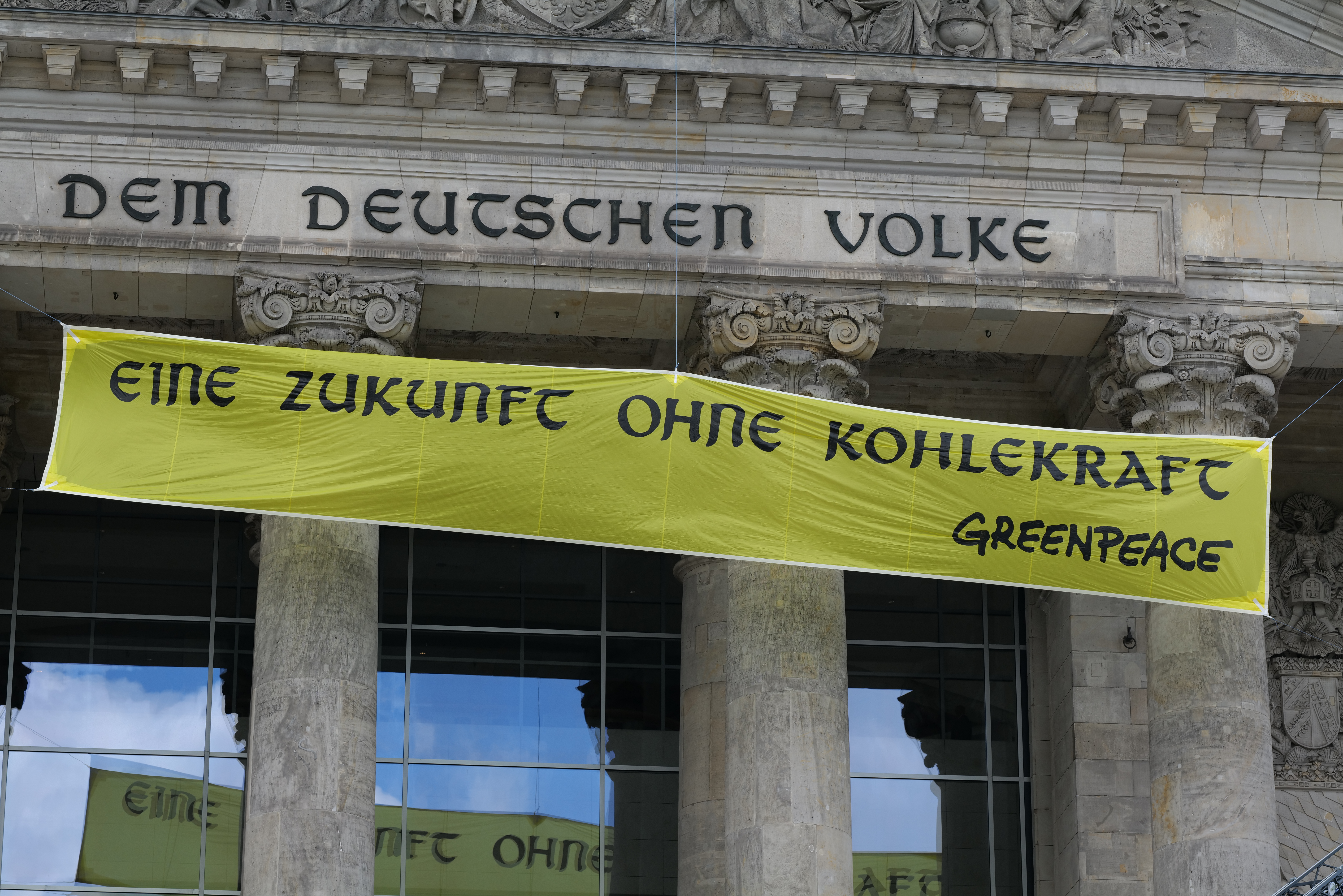
Während der finalen Bundestagsdebatte hängt Greenpeace ein Banner an das Reichstagsgebäude, sodass Reichstagsaufschrift und Transparentaufschrift zusammengelesen die Phrase „Dem deutschen Volke eine Zukunft ohne Kohlekraft“ ergeben.

In einer repräsentativen Meinungsumfrage im November 2017 wünschten sich 76 % der Befragten, dass die zukünftige Bundesregierung einen schrittweisen Kohleausstieg einleitet, damit die Klimaziele noch erfüllt werden können. Für diesen Kohleausstieg sprachen sich Anhänger aller Parteien mehrheitlich aus: 99 % der Grünen-Anhänger, 81 % der SPD-Anhänger, 75 % der Union-Anhänger, 75 % der Linken-Anhänger und 70 % der Anhänger von FDP und AfD.
Bei einer im September 2018 von TNS Emnid durchgeführten Umfrage befürworten 73 % der Befragten einen Kohleausstieg spätestens bis zum Jahr 2030. 46 % befürworten einen Kohleausstieg bis zum Jahr 2025. Dabei war bei den Unterstützern der CDU und der SPD die Zustimmung für einen Kohleausstieg mit mehr als 80 % überproportional hoch. 2 % der Bevölkerung befürworteten einen Kohleausstieg nach 2040, 12 % lehnten einen Kohleausstieg ab. Zudem lehnten 75 % der Befragten die Rodung des Hambacher Forsts für die Braunkohlegewinnung ab und befürworteten stattdessen einen Stopp der Rodung, die damals gerade vorbereitet und später doch noch gestoppt wurde.

### Kabinett Merkel IV
Die Regierung Merkel IV setzte im Juni 2018 eine Kohlekommission ein; diese legte am 31. Januar 2019 Empfehlungen für einen Kohleausstieg vor. Am 25. Mai 2020 fand eine öffentliche Anhörung im Wirtschaftsausschuss des Bundestages statt. Der vorgelegte Gesetzesentwurf widersprach den Empfehlungen der Kohlekommission offenbar in wesentlichen Punkten. Laut Abschlussbericht der Kohlekommission sollten beispielsweise die Kohlekraftwerke möglichst stetig abgeschaltet werden, doch laut Stilllegungsplan der schwarz-roten Bundesregierung sollen eine große Zahl an Kraftwerken Ende der Zwanzigerjahre und Mitte der Dreißigerjahre abgeschaltet werden.
Laut genehmigtem Rahmenbetriebsplan der RWE für den Tagebau Garzweiler im Rheinischen Braunkohlerevier in Nordrhein-Westfalen endet der Abbau im Jahr 2045. Die ehemalige rot-grüne Landesregierung (Kabinett Kraft II, 2012 bis 2017) erachtete den Abbau von Braunkohle bis 2030 für notwendig.

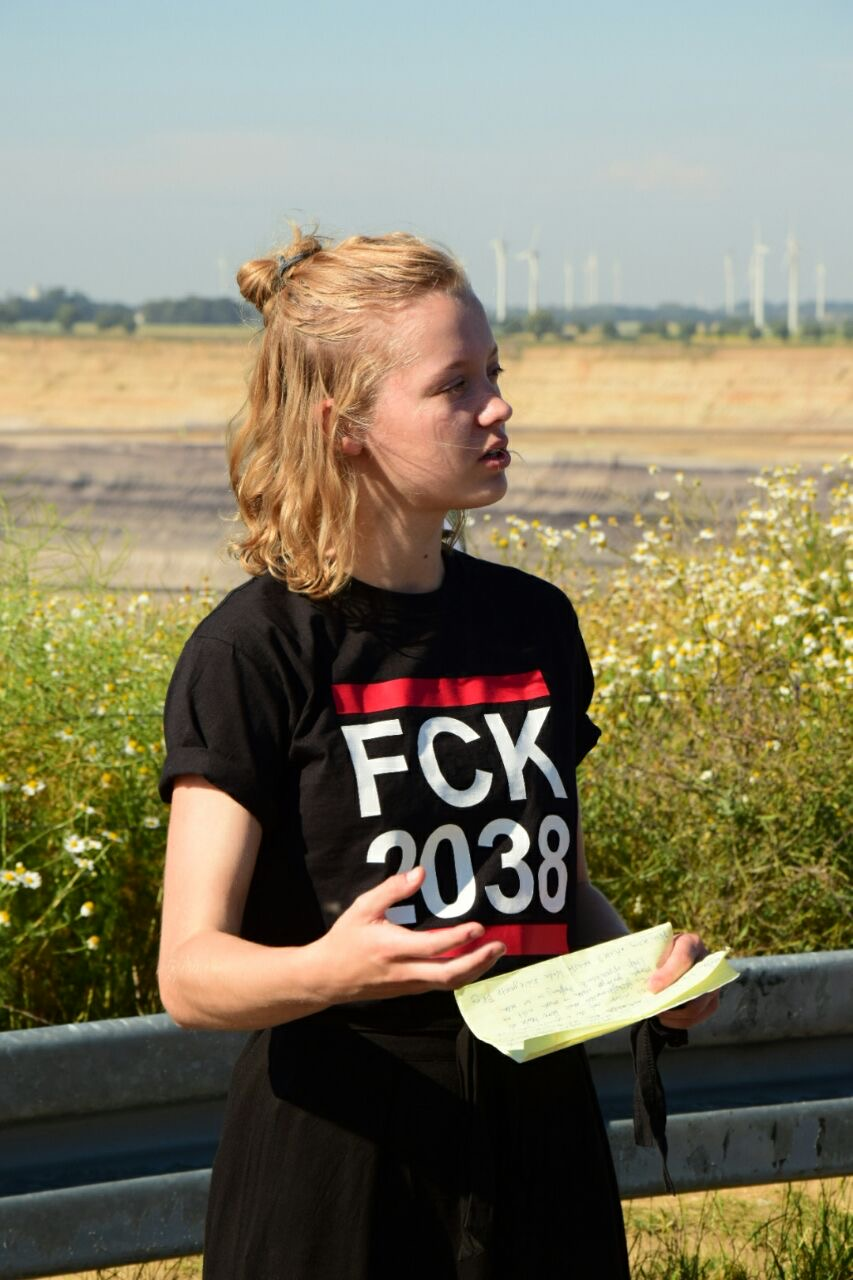
Aktivistin Carla Reemtsma 2020 bei einer Kundgebung vor einem Braunkohletagebau mit T-Shirt „FCK 2038“

Am 3. Juli 2020 wurde der Ausstieg aus der Kohleverstromung bis zum Jahr 2038 im Deutschen Bundestag beschlossen. Gleichzeitig wurde das Investitionsgesetz Kohleregionen (InvKG) verabschiedet, das Hilfen von 40 Milliarden Euro für die Kohleländer vorsieht: Brandenburg und Nordrhein-Westfalen, der Freistaat Sachsen und das Land Sachsen-Anhalt sollen zum Ausgleich unterschiedlicher Wirtschaftskraft und zur Förderung des wirtschaftlichen Wachstums vom Bund unterstützt werden. Für die Kraftwerksbetreiber sind Entschädigungen von mehr als vier Milliarden Euro eingeplant.
Am 10. Februar 2021 wurde ein Öffentlich-rechtlicher Vertrag zum Kohleausstieg in Deutschland unterzeichnet. Der Vertrag wurde zwischen der Bundesrepublik Deutschland auf der einen Seite sowie den Betreibern von Braunkohle-Großkraftwerken – RWE, LEAG, EnBW und Saale Energie – auf der anderen Seite geschlossen. Zuvor hatte der Bundestag dem Vertragsentwurf aus dem Bundesministerium für Wirtschaft und Energie am 13. Januar 2021 zugestimmt.
Der Vertrag regelt zum einen den Verzicht auf Rechtsbehelfe gegen den Braunkohleausstieg. Zum anderen werden die Entschädigungszahlungen für die Wiedernutzbarmachung der Tagebaue gesichert. RWE erhält für die vorzeitige Stilllegung von Braunkohleanlagen im Rheinland eine Entschädigung von 2,6 Milliarden Euro. Der Konzern legt dafür bis 2030 rund 6000 MW Braunkohlekapazität still. In der Folge werden die Tagebaue Hambach und Inden vorzeitig beendet. Der Hambacher Forst bleibt erhalten. Ab 2030 wird als letztes noch der Tagebau Garzweiler zur Verfügung stehen.
Die LEAG bekommt 1,75 Milliarden Euro für die Stilllegung ihrer Braunkohleanlagen in der Lausitz und passt ihre Revierplanung ebenfalls an. Das einzige EnBW-Kraftwerk wird ohne Entschädigung stillgelegt.
Betreiber von Steinkohlekraftwerken können Entschädigungen für Stilllegungen nur durch die Teilnahme an Ausschreibungen erhalten.
Im Jahr 2021 befürworteten 73 Prozent aller Befragten in einer repräsentativen Befragung im Zusammenhang mit der Studie „Klimaschutz und gesellschaftlicher Zusammenhalt in Deutschland“ den Kohleausstieg zu beschleunigen.

## Politischer Entscheidungsprozess auf Landesebene

### Nordrhein-Westfalen (Kabinett Wüst II)
Im Oktober 2022 gab es eine politische Verständigung zwischen dem Bundesministerium für Wirtschaft und Klimaschutz, dem Ministerium für Wirtschaft, Industrie, Klimaschutz und Energie des Landes Nordrhein-Westfalen und der RWE zum vorgezogenen Kohleausstieg 2030 im Rheinischen Revier. Der um rund acht Jahre vorgezogene Kohleausstieg soll ohne zusätzliche Kompensationszahlung erfolgen. Zu der Vereinbarung gehört auch, dass die Kraftwerksblöcke Neurath D und E, die eigentlich Ende 2023 abgeschaltet werden sollten, wegen der Energiepreiskrise bis Ende März 2024 in Betrieb blieben. Im Jahr 2026 prüft das BMWK, ob und in welchem Umfang Braunkohleblöcke der RWE Power in eine Reserve überführt werden, um eine Versicherung für eine zuverlässige Stromversorgung zu haben. Die Inanspruchnahme von Lützerath bleibt dennoch erforderlich. Im Dezember 2022 wurde das Gesetz zur Beschleunigung des Braunkohleausstiegs im Rheinischen Revier vom Bundestag gebilligt.

## Stilllegung

### Aktueller Stand der Stilllegung
Für die gelblich hervorgehobenen Kraftwerksblöcke wurde die Stilllegung wegen Systemrelevanz untersagt. Rot hervorgehobene Kraftwerksblöcke wurden stillgelegt.

#### Braunkohle über 150 MW
| Betreiber     | Blockname             | Revier            | Bundesland          | Inbetriebnahmejahr | MWel (netto)  | Netzreserve       | Endgültiges Stilllegungsdatum |
| ------------- | --------------------- | ----------------- | ------------------- | ------------------ | ------------- | ----------------- | ----------------------------- |
| MIBRAG        | Buschhaus             | Helmstedt         | Niedersachsen       | 1985               | 392           | 1. Oktober 2016   | 1. Oktober 2020               |
| RWE Power     | Niederaußem D         | Rheinland         | Nordrhein-Westfalen | 1968               | 297           | –                 | 31. Dezember 2020             |
| RWE Power     | Frimmersdorf P        | Rheinland         | Nordrhein-Westfalen | 1966               | 284           | 1. Oktober 2017   | 1. Oktober 2021               |
| RWE Power     | Frimmersdorf Q        | Rheinland         | Nordrhein-Westfalen | 1970               | 278           | 1. Oktober 2017   | 1. Oktober 2021               |
| RWE Power     | Niederaußem C         | Rheinland         | Nordrhein-Westfalen | 1965               | 295           | –                 | 31. Dezember 2021             |
| RWE Power     | Neurath B             | Rheinland         | Nordrhein-Westfalen | 1972               | 294           | –                 | 31. Dezember 2021             |
| RWE Power     | Weisweiler E          | Rheinland         | Nordrhein-Westfalen | 1965               | 321           | –                 | 31. Dezember 2021             |
| RWE Power     | Neurath A             | Rheinland         | Nordrhein-Westfalen | 1972               | 294           | –                 | 1. April 2022                 |
| RWE Power     | Frechen/Wachtberg     | Rheinland         | Nordrhein-Westfalen | 1959               | 120 (von 176) | –                 | 31. Dezember 2022             |
| RWE Power     | Niederaußem E         | Rheinland         | Nordrhein-Westfalen | 1970               | 295           | 1. Oktober 2018   | 31. März 2024 1               |
| RWE Power     | Niederaußem F         | Rheinland         | Nordrhein-Westfalen | 1971               | 299           | 1. Oktober 2018   | 31. März 2024 1               |
| RWE Power     | Neurath C             | Rheinland         | Nordrhein-Westfalen | 1973               | 292           | 1. Oktober 2019   | 31. März 2024 1               |
| LEAG          | Jänschwalde E         | Lausitz           | Brandenburg         | 1987               | 465           | 1. Oktober 2019   | 31. März 2024 1               |
| LEAG          | Jänschwalde F         | Lausitz           | Brandenburg         | 1989               | 465           | 1. Oktober 2018   | 31. März 2024 1               |
| RWE Power     | Neurath D             | Rheinland         | Nordrhein-Westfalen | 1975               | 607           | –                 | 31. März 2024 1               |
| RWE Power     | Neurath E             | Rheinland         | Nordrhein-Westfalen | 1976               | 604           | –                 | 31. März 2024 1               |
| RWE Power     | Weisweiler F          | Rheinland         | Nordrhein-Westfalen | 1967               | 321           | –                 | 1. Januar 2025                |
| RWE Power     | Weisweiler G oder H   | Rheinland         | Nordrhein-Westfalen | 1974 oder 1975     | 663 oder 656  | –                 | 1. April 2028                 |
| LEAG          | Jänschwalde A         | Lausitz           | Brandenburg         | 1981               | 465           | 31. Dezember 2025 | 31. Dezember 2028             |
| LEAG          | Jänschwalde B         | Lausitz           | Brandenburg         | 1982               | 465           | 31. Dezember 2027 | 31. Dezember 2028             |
| LEAG          | Jänschwalde C         | Lausitz           | Brandenburg         | 1984               | 465           | –                 | 31. Dezember 2028             |
| LEAG          | Jänschwalde D         | Lausitz           | Brandenburg         | 1985               | 465           | –                 | 31. Dezember 2028             |
| RWE Power     | Weisweiler G oder H   | Rheinland         | Nordrhein-Westfalen | 1974 oder 1975     | 663 oder 656  | –                 | 1. April 2029                 |
| LEAG          | Boxberg N             | Lausitz           | Sachsen             | 1979               | 465           | –                 | 31. Dezember 2029             |
| LEAG          | Boxberg P             | Lausitz           | Sachsen             | 1980               | 465           | –                 | 31. Dezember 2029             |
| RWE Power     | Niederaußem G oder H  | Rheinland         | Nordrhein-Westfalen | 1974               | 628 oder 648  | –                 | 31. Dezember 2029             |
| RWE Power     | Niederaußem G oder H  | Rheinland         | Nordrhein-Westfalen | 1974               | 628 oder 648  | 31. Dezember 2029 | 31. März 2030                 |
| RWE Power     | Niederaußem K (BoA 1) | Rheinland         | Nordrhein-Westfalen | 2002               | 944           | –                 | 31. März 2030                 |
| RWE Power     | Neurath F (BoA 2)     | Rheinland         | Nordrhein-Westfalen | 2012               | 1060          | –                 | 31. März 2030                 |
| RWE Power     | Neurath G (BoA 3)     | Rheinland         | Nordrhein-Westfalen | 2012               | 1060          | –                 | 31. März 2030                 |
| Saale Energie | Schkopau A            | Mitteldeutschland | Sachsen-Anhalt      | 1996               | 450           | –                 | 31. Dezember 2034             |
| Saale Energie | Schkopau B            | Mitteldeutschland | Sachsen-Anhalt      | 1996               | 450           | –                 | 31. Dezember 2034             |
| LEAG          | Lippendorf R          | Mitteldeutschland | Sachsen             | 2000               | 875           | –                 | 31. Dezember 2035             |
| EnBW          | Lippendorf S          | Mitteldeutschland | Sachsen             | 1999               | 875           | –                 | 31. Dezember 2035             |
| LEAG          | Schwarze Pumpe A      | Lausitz           | Brandenburg         | 1998               | 750           | –                 | 31. Dezember 2038             |
| LEAG          | Schwarze Pumpe B      | Lausitz           | Brandenburg         | 1998               | 750           | –                 | 31. Dezember 2038             |
| LEAG          | Boxberg Q             | Lausitz           | Sachsen             | 2000               | 857           | –                 | 31. Dezember 2038             |
| LEAG          | Boxberg R             | Lausitz           | Sachsen             | 2012               | 640           | –                 | 31. Dezember 2038             |

#### Braunkohle bis 150 MW
| Betreiber                                        | Blockname                             | Bundesland          | Ort                       | Inbetriebnahmejahr | MWel (netto) | Endgültiges Stilllegungsdatum                                                                     |
| ------------------------------------------------ | ------------------------------------- | ------------------- | ------------------------- | ------------------ | ------------ | ------------------------------------------------------------------------------------------------- |
| Pfeifer & Langen                                 | HKW Werk Jülich                       | Nordrhein-Westfalen | Jülich                    | 18.04.2005         | 22,86        | 1. Juli 2021                                                                                      |
| Südzucker                                        | Kraftwerk der Zuckerfabrik Brottewitz | Brandenburg         | Brottewitz                | 07.10.1957         | 3,571        | 1. Juli 2021                                                                                      |
| SCHOELLERSHAMMER GmbH                            | Kessel 4                              | Nordrhein-Westfalen | Düren                     | 25.03.1983         | 6            | 30. September 2021                                                                                |
| MIBRAG                                           | Industriekraftwerk Deuben             | Sachsen-Anhalt      | Deuben (Teuchern)         | 09.10.1936         | 67           | 8. Dezember 2021                                                                                  |
| Stadtwerke Cottbus                               | HKW Cottbus                           | Brandenburg         | Cottbus                   | 16.12.1999         | 74           | 15. September 2022 auf Erdgas umgestellt                                                          |
| SARVAL                                           | SARVAL                                | Niedersachsen       | Dissen                    | 08.05.2009         | 0,62         | 9. Dezember 2022                                                                                  |
| Pfeifer & Langen                                 | HKW Könnern 1                         | Sachsen-Anhalt      | Könnern                   | 15.08.1993         | 8,8          | 22. Mai 2023                                                                                      |
| Pfeifer & Langen                                 | HKW Euskirchen Generator 1            | Nordrhein-Westfalen | Euskirchen                | 30.09.1970         | 7,2          | 22. Mai 2023                                                                                      |
| MAN Truck & Bus AG                               | KWK Nürnberg                          | Bayern              | Nürnberg                  | 20.02.2004         | 1,86         | 7. Juli 2023 vorübergehend stillgelegt (Stand August 2024), neuer Fernwärme-Anschluss in Betrieb, |
| Südzucker                                        | Energiezentrale 3                     | Sachsen-Anhalt      | Zeitz                     | 15.01.2004         | 17,5         | 9. Dezember 2023 auf Erdgas umgestellt                                                            |
| Eins Energie in Sachsen                          | Chemnitz-Nord II B                    | Sachsen             | Chemnitz                  | 01.09.1988         | 58,172       | 15. Dezember 2023                                                                                 |
| Papierfabrik Schleipen                           | Papierfabrik Schleipen                | Rheinland-Pfalz     | Bad Dürkheim              | 17.04.2009         | 0,375        | 9. Januar 2024                                                                                    |
| Eins Energie in Sachsen                          | Chemnitz-Nord II C                    | Sachsen             | Chemnitz                  | 15.06.1990         | 92,332       | 18. Januar 2024                                                                                   |
| Stadtwerke Frankfurt (Oder) GmbH                 | HKW Frankfurt (Oder) DT               | Brandenburg         | Frankfurt (Oder)          | 30.09.1997         | 17,5         | 26. März 2024                                                                                     |
| Smurfit Kappa Group                              | Zülpich K06                           | Nordrhein-Westfalen | Zülpich                   | 02.08.2010         | 14,383       | 31. März 2024 1                                                                                   |
| Venator Germany                                  | HKW 1 Duisburg                        | Nordrhein-Westfalen | Duisburg                  | 20.03.1990         | 19,377       | 31. März 2024 1                                                                                   |
| Tiefdruck Schwann-Bagel GmbH & Co KG             | Dampfturbine                          | Nordrhein-Westfalen | Mönchengladbach           | 01.10.2008         | 1,105        | 30. April 2024                                                                                    |
| Pfeifer & Langen                                 | HKW Könnern 2                         | Sachsen-Anhalt      | Könnern                   | 28.09.1993         | 8,8          | 27. Mai 2024                                                                                      |
| Basell Polyoefine                                | Kraftwerk Wesseling 2                 | Nordrhein-Westfalen | Wesseling                 | 26.11.1972         | 25,972       | 27. Mai 2024                                                                                      |
| Koehler Greiz                                    | Braunkohlestaub-HKW Greiz             | Thüringen           | Greiz                     | 23.03.2011         | 1,488        | 27. Mai 2024                                                                                      |
| Südzucker                                        | Energiezentrale 1                     | Sachsen-Anhalt      | Zeitz                     | 21.02.1995         | 16,9         | 9. Juli 2024 auf Wärme umgestellt                                                                 |
| GETEC heat & power                               | Dampfturbine KWK Hamm                 | Nordrhein-Westfalen | Hamm                      | 12.11.2010         | 0,52         | 14. November 2024                                                                                 |
| Sprick GmbH & Co. KG (GETEC heat & power)        | Dampfturbine                          | Hessen              | Diemelstadt-Wrexen        | 15.02.2010         | 0,112        | 31. Dezember 2024                                                                                 |
| Allessa Chemie (GETEC heat & power)              | Dampfturbine KWK Frankfurt / Main     | Hessen              | Frankfurt am Main         | 09.09.2011         | 1,397        | 31. Dezember 2024                                                                                 |
| Martinswerk (GETEC heat & power)                 | KWK-Anlage: Generator 1 + 2           | Nordrhein-Westfalen | Bergheim                  | 01.01.1959         | 19,8         | 11. März 2025                                                                                     |
| Rheinenergie AG                                  | Merkenich 6                           | Nordrhein-Westfalen | Köln                      | 16.12.2010         | 75,3         | 1. April 2025 auf Erdgas umgestellt                                                               |
| Schönfelder Papierfabrik GmbH                    | Dampfturbine                          | Sachsen             | Annaberg-Buchholz         | 30.12.2007         | 1,0          | 30. April 2025 auf Biomasse umgestellt                                                            |
| Kämmerer Energie                                 | Generator 4 + 5                       | Niedersachsen       | Osnabrück                 | 01.04.1990         | 19           | Gaskessel geliefert; seit 2020 „Verbrennung fast ausschließlich von Altholz“                      |
| ROMONTA                                          | Grubenheizkraftwerk Amsdorf           | Sachsen-Anhalt      | Seegebiet Mansfelder Land | 01.01.1960         | 45,2         | 2024 Einweihung des Ersatzbrennstoffkraftwerkes; 2025 vollständiger Ausstieg aus Braunkohle       |
| Erfurt & Sohn                                    | HKW Erfurt & Sohn                     | Nordrhein-Westfalen | Wuppertal                 | 01.12.2010         | 2,4          | 2025                                                                                              |
| Städtische Energie + Wärme Kassel                | Fernwärmekraftwerk Kassel DT1 + 2     | Hessen              | Kassel                    | 21.12.1989         | 53,6         | Umstellung bis 2026                                                                               |
| KANZAN Spezialpapiere                            | KA-KWK-Anlage                         | Nordrhein-Westfalen | Düren                     | 14.06.2010         | 1,79         | Brennstoffwechsel Ende 2026                                                                       |
| RWE                                              | Fabrik Frechen                        | Nordrhein-Westfalen | Frechen                   | 23.12.1962         | 56           | spätestens 2030, Brikettproduktion 2022 eingestellt                                               |
| RWE                                              | Fabrik Berrenrath                     | Nordrhein-Westfalen | Hürth                     | 28.02.1992         | 98           | spätestens 2030                                                                                   |
| RWE                                              | GoWerk F                              | Nordrhein-Westfalen | Hürth                     | 02.12.1992         | 63           | spätestens 2030                                                                                   |
| RWE                                              | Fabrik Fortuna                        | Nordrhein-Westfalen | Bergheim                  | 1948               | 15           | spätestens 2030                                                                                   |
| MIBRAG                                           | IKW Wählitz                           | Sachsen-Anhalt      | Wählitz (Hohenmölsen)     | 25.08.1994         | 31           | Brennstoffwechsel nach Kohleausstieg (2034) geplant                                               |
| VITERRA Magdeburg (Lehniner Fernwärme)           | Dampfturbine KWK Magdeburg            | Sachsen-Anhalt      | Magdeburg                 | 10.03.2010         | 0,073        |                                                                                                   |
| Schumacher Packaging GmbH                        | Dampfturbine                          | Sachsen             | Schwarzenberg             | 14.01.2010         | 0,192        |                                                                                                   |
| Evonik Operations                                | Hanau Turbosatz                       | Hessen              | Hanau                     | 01.11.2005         | 0,44         |                                                                                                   |
| Metsä Tissue                                     | Turbine Kreuzau                       | Nordrhein-Westfalen | Kreuzau                   | 01.07.2007         | 0,7          |                                                                                                   |
| Stadtwerke Oberland GmbH                         | BKS-Anlage: Generator 1 + 2           | Sachsen             | Ebersbach-Neugersdorf     | 24.03.1997         | 0,74         |                                                                                                   |
| Kröner Stärke (GETEC Wärme ＆ Effizienz)         | Dampfturbine KWK Tecklenburg          | Nordrhein-Westfalen | Ibbenbüren                | 24.02.2017         | 0,78         |                                                                                                   |
| Papierfabrik Julius Schulte (GETEC heat & power) | Dampfturbine                          | Sachsen             | Trebsen                   | 01.07.2013         | 0,865        |                                                                                                   |
| Papierfabrik Hainsberg (GETEC heat & power)      | Dampfturbine KWK Freital              | Sachsen             | Freital                   | 03.03.2011         | 1,058        |                                                                                                   |
| Schoellershammer (GETEC heat & power)            | KWK Düren                             | Nordrhein-Westfalen | Düren                     | 18.09.2013         | 1,06         |                                                                                                   |
| Microcellulose Weißenborn GmbH                   | MCW-Spilling                          | Sachsen             | Weißenborn/Erzgeb.        | 20.02.2004         | 1,2          |                                                                                                   |
| Munksjö Unterkochen                              | Dampfturbine                          | Baden-Württemberg   | Aalen                     | 05.09.2009         | 1,5          |                                                                                                   |
| Papierfabrik Niederauer Mühle                    | EA-26579                              | Nordrhein-Westfalen | Kreuzau                   | 07.07.1983         | 3,571        |                                                                                                   |

#### Steinkohle über 150 MW
| Betreiber                   | Blockname                | Bundesland             | Ort              | Inbetriebnahme | MWel (netto) | Netzreserve                                | Endgültiges Stilllegungsdatum                    |
| --------------------------- | ------------------------ | ---------------------- | ---------------- | -------------- | ------------ | ------------------------------------------ | ------------------------------------------------ |
| Steag                       | Walsum 9                 | Nordrhein-Westfalen    | Duisburg         | 01.06.1988     | 370          | 1. Januar 2021                             | 8. Juli 2021                                     |
| swb Erzeugung               | Bremen-Hafen 6           | Bremen                 | Bremen           | 01.12.1979     | 303          | 1. Januar 2021                             | 8. Juli 2021                                     |
| RWE Generation              | Ibbenbüren B             | Nordrhein-Westfalen    | Ibbenbüren       | 10.04.1987     | 794          | 1. Januar 2021                             | 8. Juli 2021                                     |
| RWE Generation              | Westfalen E              | Nordrhein-Westfalen    | Hamm             | 02.07.2014     | 763,7        | 1. Januar 2021                             | 8. Juli 2021                                     |
| Vattenfall                  | Moorburg A               | Hamburg                | Hamburg          | 31.08.2015     | 800          | 1. Januar 2021                             | 8. Juli 2021                                     |
| Vattenfall                  | Moorburg B               | Hamburg                | Hamburg          | 28.02.2015     | 800          | 1. Januar 2021                             | 8. Juli 2021                                     |
| Uniper                      | Wilhelmshaven            | Niedersachsen          | Wilhelmshaven    | 01.01.1976     | 757          |                                            | 8. Dezember 2021                                 |
| Onyx                        | Farge                    | Bremen                 | Bremen           | 01.01.1969     | 350          |                                            | 22. Februar 2024                                 |
| EPH                         | Mehrum 3                 | Niedersachsen          | Hohenhameln      | 01.06.1979     | 690          | 8. Dezember 2021                           | 28. März 2024 1                                  |
| Evonik Operations           | Marl I                   | Nordrhein-Westfalen    | Marl             | 03.02.1971     | 225,117      |                                            | 31. März 2024 1                                  |
| SWM Services                | Nord 2                   | Bayern                 | Unterföhring     | 15.12.1991     | 333          | 1. Januar 2023                             | 2024 Umstellung auf Gas erfolgt                  |
| Uniper                      | Heyden 4                 | Nordrhein-Westfalen    | Petershagen      | 01.01.1987     | 875          | 31. März 2024                              | 30. September 2024 1                             |
| VW Kraftwerk                | West Blöcke 1 + 2        | Niedersachsen          | Wolfsburg        | 01.11.1985     | 277          |                                            | 22. Dezember 2024                                |
| EnBW                        | Altbach 1                | Baden-Württemberg      | Altbach          | 01.01.1985     | 433          | 31. März 2020                              | bis zur Inbetriebnahme von Altbach 3 Ende 2026   |
| EnBW                        | Kraftwerk Heilbronn 7    | Baden-Württemberg      | Heilbronn        | 02.12.1985     | 777,52       | 9. August 2024                             | bis zur Inbetriebnahme von Heilbronn 8 Ende 2026 |
| Steag                       | Herne 4                  | Nordrhein-Westfalen    | Herne            | 25.07.1989     | 460          | 1. August 2024                             | 31. März 2027                                    |
| Steag                       | Bergkamen A              | Nordrhein-Westfalen    | Bergkamen        | 02.07.1981     | 717          | 31. März 2024                              | 31. März 2028 1                                  |
| EnBW                        | Rostock                  | Mecklenburg-Vorpommern | Rostock          | 01.10.1994     | 514          |                                            | geplant spätestens 2028                          |
| EnBW                        | Rheinhafen 8             | Baden-Württemberg      | Karlsruhe        | 03.07.2014     | 834          |                                            | geplant spätestens 2028                          |
| Hamburger Energiewerke GmbH | Tiefstack 2              | Hamburg                | Hamburg          | 01.03.1993     | 154          |                                            | 2030                                             |
| Onyx                        | Wilhelmshaven            | Niedersachsen          | Wilhelmshaven    | 30.10.2015     | 726          |                                            | geplant bis 2030                                 |
| Vattenfall                  | Reuter West Blöcke D & E | Berlin                 | Berlin           | 18.12.1986     | 564          |                                            | voraussichtlich 2030                             |
| Steag                       | Walsum 10                | Nordrhein-Westfalen    | Duisburg         | 20.12.2013     | 725          |                                            | bis ca. 2030                                     |
| Uniper                      | Scholven B               | Nordrhein-Westfalen    | Gelsenkirchen    | 01.01.1968     | 345          | 1. November 2024 (gesetzliche Reduzierung) | 31. März 2031                                    |
| Uniper                      | Scholven C               | Nordrhein-Westfalen    | Gelsenkirchen    | 01.01.1969     | 345          | 31. März 2024                              | 31. März 2031 1                                  |
| Uniper                      | Staudinger 5             | Hessen                 | Großkrotzenburg  | 01.01.1992     | 510          | 31. März 2024                              | 31. März 2031 1                                  |
| Steag                       | Weiher 3                 | Saarland               | Quierschied      | 24.09.1976     | 655,6        | 31. März 2024                              | 31. März 2031 1                                  |
| Steag                       | Bexbach                  | Saarland               | Bexbach          | 01.01.1983     | 726          | 31. März 2024                              | 31. März 2031 1                                  |
| Onyx                        | Zolling 5                | Bayern                 | Zolling          | 01.01.1985     | 472          | 21. Februar 2025                           | 31. März 2031                                    |
| Steag                       | Fenne MKW                | Saarland               | Völklingen-Fenne | 01.08.1988     | 179          | 31. März 2024                              | 31. März 2031 1                                  |
| Steag                       | Fenne HKV                | Saarland               | Völklingen-Fenne | 30.11.1989     | 211          | 31. März 2024                              | 31. März 2031 1                                  |
| Grosskraftwerk Mannheim     | Block 7                  | Baden-Württemberg      | Mannheim         | 01.11.1982     | 425          | 12. Mai 2021                               | 31. März 2031                                    |
| Grosskraftwerk Mannheim     | Block 8                  | Baden-Württemberg      | Mannheim         | 05.04.1993     | 435          | 27. Mai 2024                               | 31. März 2031                                    |
| EnBW                        | Rheinhafen 7             | Baden-Württemberg      | Karlsruhe        | 21.06.1985     | 517          | 27. Mai 2024                               | 31. März 2031                                    |
| EnBW                        | Altbach 2                | Baden-Württemberg      | Altbach          | 19.02.1998     | 400,9        | 3. März 2024                               | 31. März 2031                                    |
| Grosskraftwerk Mannheim     | Block 6                  | Baden-Württemberg      | Mannheim         | 26.12.2005     | 255          |                                            | voraussichtlich 2033                             |
| Grosskraftwerk Mannheim     | Block 9                  | Baden-Württemberg      | Mannheim         | 02.05.2015     | 843          |                                            | voraussichtlich 2033                             |
| Trianel                     | Lünen 1                  | Nordrhein-Westfalen    | Lünen            | 20.07.2013     | 746,2        |                                            | geplant 2038                                     |
| Uniper                      | Datteln 4                | Nordrhein-Westfalen    | Datteln          | 31.05.2020     | 1052         |                                            | spätestens 2038                                  |

#### Steinkohle unter 150 MW
| Betreiber                          | Blockname                                         | Bundesland          | Ort               | Inbetriebnahme   | MWel (netto) | Netzreserve    | Endgültiges Stilllegungsdatum                           |
| ---------------------------------- | ------------------------------------------------- | ------------------- | ----------------- | ---------------- | ------------ | -------------- | ------------------------------------------------------- |
| Südzucker                          | Kraftwerk der Zuckerfabrik Warburg                | Nordrhein-Westfalen | Warburg           | 01.09.1954       | 4,6          |                | Rückbau Februar 2021                                    |
| Infraserv Höchst                   | Höchst B                                          | Hessen              | Frankfurt         | 20.12.1983       | 50,945       | 1. Januar 2021 | 1. Juli 2021                                            |
| Heizkraftwerk Pforzheim            | Wirbelschichtblock Turbine 6                      | Baden-Württemberg   | Pforzheim         | 18.01.1990       | 26,9         |                | 18. Mai 2022                                            |
| Electrabel Saarland                | Römerbrücke – WiA                                 | Saarland            | Saarbrücken       | 27.06.1988       | 41,911       |                | 2022 auf Erdgas umgestellt                              |
| Uniper                             | Scholven FWK                                      | Nordrhein-Westfalen | Gelsenkirchen     | 01.01.1985       | 70           |                | 30. März 2023                                           |
| Sappi Stockstadt                   | Sammelschienenanlage                              | Bayern              | Stockstadt        | 09.08.1978       | 27,405       |                | 18. September 2023                                      |
| Stadtwerke Neumünster              | HKW Neumünster – K2                               | Schleswig-Holstein  | Neumünster        | 23.03.1984       | 23,65        |                | 1. März 2024                                            |
| Henkel                             | Anlage 80                                         | Nordrhein-Westfalen | Düsseldorf        | 01.01.1979       | 36           |                | 31. März 2024 1                                         |
| Fernwärme Ulm                      | HKW Magirusstraße                                 | Baden-Württemberg   | Ulm               | 05.04.1957       | 8,4          |                | 31. März 2024 1                                         |
| VW Kraftwerk                       | Nord A                                            | Niedersachsen       | Wolfsburg         | 07.08.1989       | 61           |                | 31. März 2024                                           |
| Constellium                        | HKW Aluminiumwerk Singen                          | Baden-Württemberg   | Singen            | 22.07.1985       | 3,68         |                | 16. April 2024                                          |
| BS Energy                          | Heizkraftwerk Mitte 1                             | Niedersachsen       | Braunschweig      | 18.01.1985       | 44,5         |                | 23. April 2024                                          |
| swb Erzeugung                      | Bremen-Hastedt 15                                 | Bremen              | Bremen            | 16.12.1989       | 119          |                | 30. April 2024                                          |
| Stadtwerke Flensburg               | HKW Flensburg – K9/K10, T8                        | Schleswig-Holstein  | Flensburg         | 04.10.1985       | 32,6         |                | K9 Sommer 2023, K10 30. April 2024                      |
| Südzucker                          | KWK-Anlage Ochsenfurt – Steinkohleblock           | Bayern              | Ochsenfurt        | 08.04.1986       | 16,474       |                | 27. Mai 2024                                            |
| EnBW                               | Kraftwerk Heilbronn FHT                           | Baden-Württemberg   | Heilbronn         | 04.02.1986       | 6,5          |                | 19. Juli 2024 auf Ergas umgestellt                      |
| EnBW                               | Walheim 1                                         | Baden-Württemberg   | Walheim           | 01.01.1964       | 96           | Juli 2014      | 31. Juli 2024                                           |
| Papierfabrik August Koehler        | Kraftwerk der Papierfabrik                        | Baden-Württemberg   | Oberkirch         | 26.05.1987       | 18,5         |                | 30. August 2024                                         |
| EnBW                               | Walheim 2                                         | Baden-Württemberg   | Walheim           | 01.01.1967       | 148          | Juli 2014      | 31. März 2025 2                                         |
| Leipa Group                        | Kessel 3                                          | Bayern              | Schrobenhausen    | 11.10.1988       | 5,9          |                | 1. April 2025                                           |
| Pfeifer & Langen                   | Lage Generator 2                                  | Nordrhein-Westfalen | Lage              | 1962             | 4,08         |                | Kohleausstieg im Laufe 2025                             |
| Currenta                           | Chempark L (2 Blöcke)                             | Nordrhein-Westfalen | Krefeld-Uerdingen | 01.01.1957       | 24,3         |                | geplant 2025                                            |
| Currenta                           | Chempark N (3 Blöcke)                             | Nordrhein-Westfalen | Krefeld-Uerdingen | 01.01.1960       | 29,9         |                | geplant 2025                                            |
| Solvay                             | Industriekraftwerk                                | Nordrhein-Westfalen | Rheinberg         | 01.03.1983       | 83,14        |                | geplant 2025                                            |
| EnBW                               | Stuttgart-Münster DT 12, 15, 19                   | Baden-Württemberg   | Stuttgart-Münster | 1982, 1984, 2009 | 109,5        |                | 2026                                                    |
| enercity                           | Hannover 1                                        | Niedersachsen       | Hannover          | 26.01.1989       | 136          |                | 2. März 2026                                            |
| Nordzucker                         | Generator 1 + 2                                   | Niedersachsen       | Uelzen            | 10.10.1991       | 34,9         |                | 2. März 2026                                            |
| Heizkraftwerk Berlin-Schöneweide   | HKW                                               | Berlin              | Berlin            | 04.02.1964       | 9,5          |                | 2. März 2026                                            |
| J.G. KNOPF'S SOHN GmbH & Co. KG    | KWK Kohlekesssel                                  | Bayern              | Helmbrechts       | 25.09.1990       | 3            |                | 2. März 2026                                            |
| Hamburger Energiewerke GmbH        | Wedel 1                                           | Schleswig-Holstein  | Wedel             | 01.01.1961       | 137          |                | 2026                                                    |
| Hamburger Energiewerke GmbH        | Wedel 2                                           | Schleswig-Holstein  | Wedel             | 01.01.1962       | 116          |                | 2026                                                    |
| EnBW                               | Heilbronn 5                                       | Baden-Württemberg   | Heilbronn         | 25.08.1965       | 125          | 2014           | bis zur Inbetriebnahme von Heilbronn 8, ca. Ende 2026 2 |
| EnBW                               | Heilbronn 6                                       | Baden-Württemberg   | Heilbronn         | 03.07.1967       | 125          | 2014           | bis zur Inbetriebnahme von Heilbronn 8, ca. Ende 2026 2 |
| Vattenfall                         | Moabit A                                          | Berlin              | Berlin            | 27.02.1990       | 89           |                | spätestens 2026                                         |
| Mainova                            | West 2 + 3                                        | Hessen              | Frankfurt         | 30.01.1990       | 123          |                | nach Möglichkeit 2026                                   |
| enercity                           | Hannover 2                                        | Niedersachsen       | Hannover          | 21.06.1989       | 136          |                | nach Möglichkeit 2027                                   |
| EVO                                | Heizkraftwerk                                     | Hessen              | Offenbach         | 15.02.1990       | 54           |                | geplant Ende 2029                                       |
| Stadtwerke Flensburg               | HKW Flensburg T9                                  | Schleswig-Holstein  | Flensburg         | 20.12.1990       | 32,9         |                | spätestens 2030                                         |
| Gemeinschaftskraftwerk Schweinfurt | Heizkraftwerk T1 + T2                             | Bayern              | Schweinfurt       | 05.06.1990       | 24,4         |                | geplant spätestens 2030                                 |
| Reno de Medici                     | Kraftwerk der Kartonfabrik BVI-NT, SSW-NT, SSW-VT | Nordrhein-Westfalen | Arnsberg          | 27.02.1957       | 18,07        |                |                                                         |
| Currenta                           | Chempark G (6 Blöcke)                             | Nordrhein-Westfalen | Leverkusen        | 01.01.1962       | 75,5         |                | 6. Juli 2025 G12 stillgelegt                            |

### Ausschreibungsverfahren der Bundesnetzagentur

#### 1. Ausschreibungsverfahren vom 1. September 2020
Das Ausschreibungsvolumen für das 1. Ausschreibungsverfahren betrug 4000 MW und war für den 1. September 2020 terminiert.
Es wurden 11 Gebote mit einer Gebotsmenge von insgesamt 4.787,676 MW bezuschlagt. Der niedrigste Gebotswert, der einen Zuschlag erhalten hat, betrug 6047 €/MW, der höchste betrug 150.000 €/MW. Kraftwerke in Süddeutschland waren von der Teilnahme ausgeschlossen. Die bezuschlagten Kraftwerke durften den Strom nur noch bis zum 31. Dezember 2020 vermarkten. Ab dem 1. Januar 2021 wechselten diese Kraftwerke in die Netzreserve. In der Zwischenzeit prüften die Übertragungsnetzbetreiber die Systemrelevanz. Nach negativer Prüfung ist es nach sieben Monaten gesetzlich verboten Kohle in den Anlagen zu verbrennen. Bei positiver Prüfung kann sich die Dauer der Netzreserve verlängern. Die Betreiber erhielten aus dieser Runde eine Entschädigung von insgesamt 317 Mio. Euro. Davon erhielt RWE Generation für beide Steinkohleanlagen, mit einer Nettoleistung von insgesamt 1560 MW, 216 Mio. €.
Anfang März 2021 haben die Übertragungsnetzbetreiber drei Anträge für die Systemrelevanz angezeigt, die die Bundesnetzagentur nun bis zum 1. Juni 2021 überprüft. Am 15. April 2021 wurde bekanntgegeben, dass der Antrag auf Systemrelevanz des Kraftwerk Walsum 9 abgelehnt wurde. Die Bundesnetzagentur teilte am 1. Juni 2021 mit, dass die Systemrelevanz der beiden Kraftwerke Westfalen E und Heyden 4 in der Bereitstellung von Blindleistung liegt und fordert daher die Umrüstung der Generatoren in rotierende Phasenschieber, damit die Kohleverfeuerung eingestellt werden kann. Dies kann für das Kraftwerk Westfalen E „zeitnah“ erfolgen und für das Kraftwerk Heyden 4 ab Oktober 2022. Es wird daher das Kraftwerk Heyden 4 bis 30. September 2022 als systemrelevant eingestuft.
| Name des Bieters                  | Name der Anlage                       | Bezuschlagte Menge |
| --------------------------------- | ------------------------------------- | ------------------ |
| Steag                             | Kraftwerk Walsum 9                    | 370,000 MW         |
| Pfeifer & Langen                  | HKW Werk Jülich                       | 022,860 MW         |
| swb Erzeugung                     | Kraftwerk Bremen-Hafen 6              | 303,000 MW         |
| Infraserv                         | Kohleblock HKW                        | 050,945 MW         |
| RWE Generation                    | Kraftwerk Westfalen                   | 763,700 MW         |
| RWE Generation                    | Kraftwerk Ibbenbüren                  | 794,000 MW         |
| Vattenfall Heizkraftwerk Moorburg | Kohlekraftwerk Moorburg B             | 800,000 MW         |
| Vattenfall Heizkraftwerk Moorburg | Kohlekraftwerk Moorburg A             | 800,000 MW         |
| Uniper Kraftwerke                 | Kraftwerk Heyden                      | 875,000 MW         |
| Südzucker                         | Kraftwerk der Zuckerfabrik Brottewitz | 03,571 MW          |
| Südzucker                         | Kraftwerk der Zuckerfabrik Warburg    | 04,600 MW          |

#### 2. Ausschreibungsverfahren vom 4. Januar 2021
Das Ausschreibungsvolumen für das 2. Ausschreibungsverfahren betrug 1500 MW und war für den 4. Januar 2021 terminiert.
Es wurden 3 Gebote mit einer Gebotsmenge von insgesamt 1514 MW für Steinkohlekraftwerke und Braunkohlekleinanlagen bezuschlagt. Der niedrigste Gebotswert, der einen Zuschlag erhalten hat, betrug 0 €/MW, der höchste betrug 59.000 €/MW. Kraftwerke in Süddeutschland wurden nicht bezuschlagt. Die bezuschlagten Kraftwerke durften den Strom nur noch bis zum 8. Dezember 2021 vermarkten. Die bezuschlagten Kraftwerke werden durch die Übertragungsnetzbetreiber auf Systemrelevanz überprüft und bei Systemrelevanz der Bundesnetzagentur angezeigt. Die Bundesnetzagentur prüft auf Antrag eines Übertragungsnetzbetreibers die Systemrelevanz, sofern diese ein Kraftwerk als systemrelevant einstuft, steht dieses als Netzreserve zur Verfügung.
| Name des Bieters                       | Name der Anlage         | Bezuschlagte Menge |
| -------------------------------------- | ----------------------- | ------------------ |
| Uniper Kraftwerke GmbH                 | Kraftwerk Wilhelmshaven | 757,000 MW         |
| Kraftwerk Mehrum GmbH                  | Kraftwerk Mehrum        | 690,000 MW         |
| Mitteldeutsche Braunkohlengesellschaft | Kraftwerk Deuben        | 067,000 MW         |

#### 3. Ausschreibungsverfahren vom 30. April 2021
Das Ausschreibungsvolumen für das 3. Ausschreibungsverfahren beträgt 2.480,826 MW und war für den 30. April 2021 terminiert.
Es wurden 11 Gebote mit einer Gebotsmenge von insgesamt 2.132,682 MW für Steinkohlekraftwerke und Braunkohlekleinanlagen bezuschlagt. Die Ausschreibung war leicht unterzeichnet. Der niedrigste Gebotswert, der einen Zuschlag erhalten hat, betrug 0 €/MW, der höchste betrug 155.000 €/MW. Die bezuschlagten Kraftwerke dürfen ab dem 31. Oktober 2022 keine Kohle mehr verfeuern. Die bezuschlagten Kraftwerke werden durch die Übertragungsnetzbetreiber auf Systemrelevanz überprüft und bei Systemrelevanz der Bundesnetzagentur angezeigt. Die Bundesnetzagentur prüft auf Antrag eines Übertragungsnetzbetreibers die Systemrelevanz, sofern diese ein Kraftwerk als systemrelevant einstuft, steht dieses als Netzreserve zur Verfügung. Die Betreiber erhalten aus dieser Runde eine Entschädigung von insgesamt 219 Mio. Euro.
| Name des Bieters             | Name der Anlage                                      | Bezuschlagte Menge |
| ---------------------------- | ---------------------------------------------------- | ------------------ |
| Steag                        | Kraftwerk Bergkamen                                  | 717,000 MW         |
| Steag                        | Modellkraftwerk Völklingen                           | 179,000 MW         |
| Steag                        | Heizkraftwerk Völklingen                             | 211,000 MW         |
| Venator Germany              | Heizkraftwerk Venator Germany 1                      | 019,377 MW         |
| Henkel                       | Anlage 80                                            | 036,000 MW         |
| Sappi Stockstadt             | Gesamt–Sammelschienenkraftwerk – Konventionelles HKW | 027,405 MW         |
| Fernwärme Ulm                | Heizkraftwerk Magirusstraße                          | 008,400 MW         |
| Onyx Kraftwerk Farge         | Onyx Steinkohlekraftwerk Farge                       | 350,000 MW         |
| Smurfit Kappa Zülpich Papier | K06                                                  | 014,383 MW         |
| Evonik Operations            | Marl I                                               | 225,117 MW         |
| Uniper Kraftwerke            | Scholven C                                           | 345,000 MW         |

#### 4. Ausschreibungsverfahren vom 1. Oktober 2021
Das Ausschreibungsvolumen für das 4. Ausschreibungsverfahren betrug 433,016 MW und war für den 1. Oktober 2021 terminiert.
Es wurden 3 Gebote mit einer Gebotsmenge von insgesamt 532,514 MW für Steinkohlekraftwerke und Braunkohlekleinanlagen bezuschlagt. Die Ausschreibung war überzeichnet. Der niedrigste Gebotswert, der einen Zuschlag erhalten hat, betrug 75.000 €/MW, der höchste betrug 116.000 €/MW. Die bezuschlagten Kraftwerke dürfen ab dem 22. Mai 2023 keine Kohle mehr verfeuern. Die bezuschlagten Kraftwerke werden durch die Übertragungsnetzbetreiber auf Systemrelevanz überprüft und bei Systemrelevanz der Bundesnetzagentur angezeigt. Die Bundesnetzagentur prüft auf Antrag eines Übertragungsnetzbetreibers die Systemrelevanz, sofern diese ein Kraftwerk als systemrelevant einstuft, steht dieses als Netzreserve zur Verfügung. Es wurden erstmals nicht alle Gebote zum Zuschlagsverfahren zugelassen.
| Name des Bieters | Name der Anlage        | Bezuschlagte Menge |
| ---------------- | ---------------------- | ------------------ |
| Pfeifer & Langen | HKW Euskirchen         | 014,164 MW         |
| Pfeifer & Langen | HKW Könnern 1          | 008,350 MW         |
| Uniper           | Kraftwerk Staudinger 5 | 510,000 MW         |

#### 5. Ausschreibungsverfahren vom 1. März 2022
Das Ausschreibungsvolumen für das 5. Ausschreibungsverfahren betrug 1.222,886 MW und war für den 1. März 2022 terminiert.
Es wurden 6 Gebote mit einer Gebotsmenge von insgesamt 1.015,604 MW für Steinkohlekraftwerke und Braunkohlekleinanlagen bezuschlagt. Die Ausschreibung war leicht unterzeichnet, daher kam erstmals die gesetzliche Reduzierung zur Anwendung. Der niedrigste Gebotswert, der einen Zuschlag erhalten hat, betrug 0 €/MW, der höchste betrug 107.000 €/MW. Die bezuschlagten Kraftwerke dürfen ab dem 27. Mai 2024 keine Kohle mehr verfeuern, die von der gesetzlichen Reduzierung betroffene Anlage ab November 2024. Die bezuschlagten Kraftwerke werden durch die Übertragungsnetzbetreiber auf Systemrelevanz überprüft und bei Systemrelevanz der Bundesnetzagentur angezeigt. Die Bundesnetzagentur prüft auf Antrag eines Übertragungsnetzbetreibers die Systemrelevanz, sofern diese ein Kraftwerk als systemrelevant einstuft, steht dieses als Netzreserve zur Verfügung. Es wurde 1 Gebot wegen einer verfristeten Abgabe vom Verfahren ausgeschlossen.
| Name des Bieters        | Name der Anlage                         | Bezuschlagte Menge |
| ----------------------- | --------------------------------------- | ------------------ |
| Pfeifer & Langen        | HKW Könnern 2                           | 019,670 MW         |
| Grosskraftwerk Mannheim | DSA 6,7,8 – Block 8                     | 435,000 MW         |
| EnBW                    | Rheinhafen-Dampfkraftwerk Karlsruhe 7   | 517,000 MW         |
| Koehler Greiz           | Braunkohlestaub-HKW Greiz               | 001,488 MW         |
| Südzucker               | KWK-Anlage Ochsenfurt – Steinkohleblock | 016,474 MW         |
| Basell Polyoefine       | Kraftwerk Wesseling 2                   | 025,972 MW         |

| Name des Bieters | Name der Anlage | MWel (netto) |
| ---------------- | --------------- | ------------ |
| Uniper           | Scholven B      | 345,000 MW   |

#### 6. Ausschreibungsverfahren vom 1. August 2022
Das Ausschreibungsvolumen für das 6. Ausschreibungsverfahren betrug 698,886 MW und war für den 1. August 2022 terminiert.
Es wurden 1 Gebot mit einer Gebotsmenge von insgesamt 472 MW für Steinkohlekraftwerke und Braunkohlekleinanlagen bezuschlagt. Die Ausschreibung war unterzeichnet, daher kam die gesetzliche Reduzierung zur Anwendung. Der niedrigste und zugleich höchste Gebotswert, der einen Zuschlag erhalten hat, betrug 98.000 €/MW. Das bezuschlagte Kraftwerk darf ab dem 21. Februar 2025 keine Kohle mehr verfeuern, die von der gesetzlichen Reduzierung betroffene Anlage ab April 2025. Das bezuschlagte Kraftwerk wird durch die Übertragungsnetzbetreiber auf Systemrelevanz überprüft und bei Systemrelevanz der Bundesnetzagentur angezeigt. Die Bundesnetzagentur prüft auf Antrag eines Übertragungsnetzbetreibers die Systemrelevanz, sofern diese ein Kraftwerk als systemrelevant einstuft, steht dieses als Netzreserve zur Verfügung. Es wurde 1 Gebot wegen formellen Gründen vom Verfahren ausgeschlossen.
| Name des Bieters | Name der Anlage | Bezuschlagte Menge |
| ---------------- | --------------- | ------------------ |
| Onyx             | Zolling 5       | 472,000 MW         |

| Name des Bieters | Name der Anlage | MWel (netto) |
| ---------------- | --------------- | ------------ |
| VW Kraftwerk     | West            | 277,000 MW   |

#### 7. Ausschreibungsverfahren vom 1. Juni 2023
Das Ausschreibungsvolumen für das 7. wie auch letzte Ausschreibungsverfahren betrug 541,982 MW und war für den 1. Juni 2023 terminiert.
Es wurden 6 Gebote mit einer Gebotsmenge von insgesamt 279,631 MW für Steinkohlekraftwerke und Braunkohlekleinanlagen bezuschlagt. Die Ausschreibung war unterzeichnet, daher kam die gesetzliche Reduzierung zur Anwendung. Der niedrigste Gebotswert, der einen Zuschlag erhalten hat, betrug 45.000 €/MW, der höchste betrug 85.200 €/MW. Die bezuschlagten Kraftwerke dürfen ab dem 2. März 2026 keine Kohle mehr verfeuern, die von der gesetzlichen Reduzierung betroffene Anlage ab April 2026. Die bezuschlagten Kraftwerke werden durch die Übertragungsnetzbetreiber auf Systemrelevanz überprüft und bei Systemrelevanz der Bundesnetzagentur angezeigt. Die Bundesnetzagentur prüft auf Antrag eines Übertragungsnetzbetreibers die Systemrelevanz, sofern diese ein Kraftwerk als systemrelevant einstuft, steht dieses als Netzreserve zur Verfügung.
| Name des Bieters                 | Name der Anlage                      | Bezuschlagte Menge |
| -------------------------------- | ------------------------------------ | ------------------ |
| enercity                         | Hannover 1                           | 136,000 MW         |
| Papierfabrik August Koehler      | Kraftwerk der Papierfabrik Oberkirch | 018,500 MW         |
| Nordzucker                       | Sammelschienenanlage Uelzen          | 037,331 MW         |
| Rheinenergie                     | Merkenich 6                          | 075,300 MW         |
| Heizkraftwerk Berlin-Schöneweide | HWK Schöneweide                      | 09,500 MW          |
| J.G. KNOPF'S SOHN                | KWK Kohlekesssel Helmbrechts         | 03,000 MW          |

| Name des Bieters               | Name der Anlage       | MWel (netto) |
| ------------------------------ | --------------------- | ------------ |
| EnBW Energie Baden-Württemberg | Kraftwerk Heilbronn 7 | 777,520 MW   |

#### Gesetzliche Reduzierung Zieljahr 2027
Für das Zieljahr 2027 wurde zum Anordnungstermin 2. September 2024 ein Anordnungsvolumen von −328,629 MW berechnet. Es wurde daher kein Kohleverfeuerungsverbot angeordnet.

## Praxis
Der Senat des Landes Berlin beschloss im Oktober 2017, bis 2030 aus der Verstromung von Kohle auszusteigen. Im Juli 2018 beschlossen auch die Stadtwerke in Cottbus aus der Braunkohleverstromung auszusteigen und ein neues Gaskraftwerk (Heizkraftwerk Cottbus) zu bauen, das 2022 in Betrieb genommen wurde.
Im Sommer 2019 kam es in Deutschland infolge gestiegener Zertifikatskosten im europäischen Emissionshandel und zugleich niedriger Gaspreise zu einem verstärkten Umstieg von Kohle auf Erdgas, bei dem Kohlekraftwerke mit gewisser Vehemenz aus dem Markt gedrängt wurden. Die Stromerzeugung aus Gaskraftwerken stieg infolgedessen um ca. 50 %, während die Stromerzeugung aus Steinkohlekraftwerken um etwa 50 % fiel. Gleichzeitig ging die Produktion von Braunkohlekraftwerken um mehr als ein Drittel zurück. Parallel zu dieser wirtschaftlich bedingten Verschiebung der Produktionsreihenfolge verschiedener Kraftwerksarten verringerten sich die Stromexporte ins Ausland. Darüber hinaus führte die gestiegene Produktion erneuerbarer Energien ebenfalls zu einem Rückgang der Kohleverstromung. Generell wird davon ausgegangen, dass es ab ca. 35 Euro Zertifikatskosten pro Tonne Kohlendioxid zu einer Verschiebung in der Merit-Order in Richtung Gaskraftwerke kommt. Bei einem Preisniveau von ca. 45 bis 55 Euro/Tonne könnten Gaskraftwerke sowohl Stein- als auch Braunkohlekraftwerke aus dem Strommix verdrängen. Auch ein Abbau klimaschädlicher Subventionen könnte dazu beitragen, die Kohlekraftwerke schnell unwirtschaftlich zu machen.
EnBW gab im März 2023 bekannt, die Kohlenutzung bis 2028 beenden zu wollen.